# Левенський католицький університет (нідерландськомовний)
Католицький університет Левена (офіційна назва Katholieke Universiteit LeuvenA Б, скорочено KU Leuven), — науково-дослідний університет у нідерландськомовному місті Левен у Фландрії, Бельгія.
Веде історію від університету, що був заснований у 1834 році в Мехелені як Бельгійський католицький університет і переїхав у місто Левен у 1835 році, де змінив назву на Левенський католицький університет. У 1968 р. Левенський католицький університет розділився на нідерландськомовний Katholieke Universiteit Leuven, який залишився в Левені, і французькомовний Université catholique de Louvain, який переїхав до Лувен-ла-Нев у Валлонії. KU Leuven вважає себе наступником старого університету Левена, заснованого в 1425 р. і закритого в 1797 році В.
Окрім основного студентського містечка у Левені, університет має кампуси у Кортрейку, Антверпені, Генті, Брюгге, Остенде, Гелі, Діпенбеку, Алсті, Сінт-Кателейне-Вавері та Брюсселі. KU Leuven — найбільший університет Бельгії та Нижніх країн. У 2017—2018 роках було зараховано понад 58 000 студентів. Основна мова викладання — нідерландська, хоча кілька програм викладаються англійською мовою, зокрема, на магістратурі.
KU Leuven послідовно займає місце у рейтингу серед 100 найкращих університетів світу в п'яти основних таблицях. Станом на 2020 рік вона займає 85 місце за Шанхайським академічним рейтингом світових університетів, 52 місце за рейтингом CWTS Leiden, 45 місце в усьому світі за версією Times Higher Education, 56 місце за рейтингом US News & World Report за найкращими коледжами та 80 місце за рейтингом QS World University. Упродовж чотирьох років поспіль, починаючи з 2016 року, Thomson Reuters класифікував KU Leuven як найбільш інноваційний в Європі університет, причому його дослідники подали більше патентів, ніж будь-який інший університет в Європі; також ці патенти найбільш цитуються зовнішніми науковцями. Ряд програм університету входить до 100 найкращих у світі за показниками QS World University Rankings by Subject.

## Визначні випускники
Випускники з 1970 року:
- Леон Бекаерт[en] (нар. 1958), економіст, бізнесмен
- Пол Бульке[en] (нар. 1954), економіст, бізнесмен, генеральний директор Nestlé
- Ян Каллеверт[en], економіст, засновник Option NV
- Метью Чандранкуннел[en] (нар. 1958), професор філософії науки
- Матіас Корман (нар. 1970), сенатор австралійського походження з Бельгії та міністр фінансів
- Йо Корну[en], інженер, попередній генеральний директор Національної залізничної компанії Бельгії
- Йоан Дамен (нар. 1965), криптограф, одна з розробників Advanced Encryption Standard (AES)
- Жульєн Де Вільде[en] (нар. 1967), інженер-будівельник, підприємець
- Ноель Девіш[en] (нар. 1943), сільське господарство
- Габріель Фехерварі[en] (нар. 1970), бізнесмен
- Віллі Гейзен[en], юрист, керівник Центру прав інтелектуальної власності (CIR)
- Абдул Кадир Хан (нар. 1936), засновник ядерної програми Пакистану
- Коен Ламбертс[en] (нар. 1964), президент і віцеканцлер Шеффілдського університету (Велика Британія)
- Жорж Мекерс[en] (нар. 1965), письменник та педагог
- Сімон Міньйоле (нар. 1988), голкіпер
- Мартін Моорс[en], філософ
- Руді Пауелс[en] (бл. 1960), фармаколог, співзасновник Tibotec і Virco
- Вінсент Реймен (нар. 1970), криптограф, один із дизайнерів Advanced Encryption Standard (AES)
- Гурмундур Штайнрімссон[en] (нар. 1972), ісландський політик
- Франсін Свіггерс[en], економіст, бізнес-леді
- Ву Rong-i[en], економік, колишній віце-прем'єр-міністр Тайваню, тайванський політик
- Марк Ван Ранст[en] (нар. 1965), лікар, вірусолог
- Герман ван Ромпей (нар. 1947), бельгійський державний діяч, призначений головою Європейської Ради у листопаді 2009 року
- Єф Валкеньє[en], лікар і політик
- Франс Ваністендель[en], юрист
- Кетрін Верфайлі[en] (нар. 1957), лікар, вчена, вивчає стовбурові клітини
- Коен Вервейке[en] (нар. 1959), історія, дипломат

## Виноски
А. ↑  нід. вимова: [katoˈlikə ʔynivɛrsiˈtɛit ˈløːvə(n)]
Б. ↑  Згідно зі стильовими рекомендаціями університету, KU Leuven є єдиною офіційною назвою на всіх мовах.  [Архівовано 1 квітня 2019 у Wayback Machine.] (нід.) Однак, згідно зі статутами університету,  [Архівовано 17 липня 2017 у Wayback Machine.] KU Leuven — це абревіатура Katholieke Universiteit te Leuven  [Архівовано 2 серпня 2020 у Wayback Machine.], яка є юридичною назвою університету згідно із законом від 28 травня 1970 року, яким створена юридична особа,  [Архівовано 10 грудня 2019 у Wayback Machine.] й у власних офіційних публікаціях університету  [Архівовано 14 грудня 2021 у Wayback Machine.], з варіантом Katholieke Universiteit Leuven згідно з Фламандською спільнотою Бельгії.  [Архівовано 3 серпня 2020 у Wayback Machine.]: В. ↑  Старий університет Левена (1425—1797) — найстаріший університет у Нижніх країнах, а Левенський католицький університет 1834 року заснування часто — суперечливо — трактують як його правонаступника. У середині 1800-х років найвищий суд Бельгії, Касаційний суд, постановив, що «Католицький університет Левена» (1834 року заснування) є іншим закладом, створеним за іншою хартією, і тому його не можна вважати правонаступником «Університету Левен» 1425 року.